# Battaglia di Imera (409 a.C.)
La battaglia di Imera del 409 a.C., anche chiamata seconda battaglia di Himera, fu combattuta dalle potenze greche di Sicilia contro i Cartaginesi comandati da Annibale Magone.
Il comandante cartaginese sotto la direzione del senato di Cartagine riuscì a vincere la battaglia e a distruggere la città greca. Una precedente battaglia contro i Cartaginesi risale al 480 a.C. quando i siracusani ebbero una schiacciante vittoria.

## Situazione politica
Nel 490 a.C. Cartagine firmò un trattato con le città siciliane di Selinunte, Himera e Messina. Il pretesto per avviare una campagna di conquiste in Sicilia avvenne nel 480 a.C. dopo la battaglia di Imera (480 a.C.) quando le forze greche di Gelone e Terone sconfissero i cartaginesi. In questo modo i cartaginesi si tennero distanti dagli affari della Sicilia per 70 anni, durante i quali le forze greche si espansero in tutta l'isola. Dopo l'avvento dei governi democratici o oligarchici, il dominio di Siracusa fu contrastato da Atene che mandò una serie di spedizioni nel 427, 425 e 424 a.C., tanto da indurre Ermocrate a richiedere a tutte le ex colonie greche di Sicilia durante il congresso di Gela del 424 a.C. di considerarsi autonome rispetto alla madrepatria.
La città elima di Segesta ebbe una serie di dispute territoriali con Selinunte, le quali sfociarono in un conflitto. Dopo un vano appello a Cartagine nel 415 a.C., Atene andò in soccorso di Segesta avviando la Spedizione ateniese in Sicilia, da cui subì un'enorme sconfitta nel 413 a.C. Ma riaccesesi le ostilità tra le due città, Segesta non potendo più chiedere soccorso ad Atene si rivolse nuovamente a Cartagine che nel 410 a.C. rispose. Il senato cartaginese dopo aver dibattuto decise di intervenire. Questo intervento avveniva in un momento favorevole a Cartagine, perché le città della Grecia erano impegnate sul fronte delle guerre del Peloponneso, e Siracusa in particolare possedeva una flotta nel Mar Egeo.

## Preparativi
Annibale Magone preparò due spedizioni in Sicilia, la prima nel 410 a.C. per contrastare le armate di Selinunte, la seconda l'anno successivo per cingerla d'assedio. Ottenuta la caduta e distrutta la città Annibale riunì 20 000 siculi ed elimi per marciare in direzione di Himera dove radunò 50 000 soldati.

## La battaglia

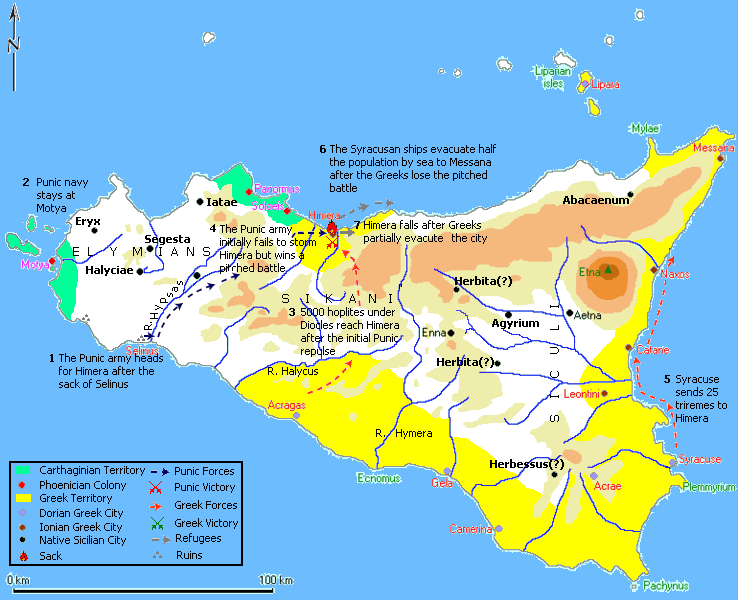
Mappa della battaglia

Annibale schierò le sue truppe a ovest della città mentre altre truppe erano schierate a sud della città. Mentre gli imeresi cingevano mura difensive, i cartaginesi attaccarono con torri d'assalto e arieti. Per far crollare le mura Annibale fece costruire un tunnel al di sotto di esse e appiccando un incendio fece crollare parte di esse. A quel punto la fanteria cartaginese assaltò la breccia nella mura che venne prontamente difesa dagli imeresi e riparata in breve tempo.
Nel frattempo i siracusani comandati dal generale Diocle di Siracusa giunsero con rinforzi di 3 000 opliti, 1 000 soldati da Akragas e altri 1 000 mercenari. Tra le file di Imera invece si potevano contare 10 000 uomini. I greci quindi lanciarono un attacco a sorpresa contro le linee puniche, probabilmente contro quelle poste a sud della città. L'attacco generò grande confusione tra le truppe cartaginesi che fuggirono perdendo circa 6 000 uomini. Quindi Annibale colpì i greci alle spalle procurando la perdita di 3 000 greci.
Il grosso della flotta siracusana era impegnata nel mar Egeo, ma 25 trireme giunsero comunque ad Imera, anche delle imbarcazioni cartaginesi giunsero da Mozia in supporto. Annibale quindi diffuse la falsa notizia che un esercito punico era pronto ad attaccare Siracusa partendo da Mozia. Questa notizia convinse i siracusani a ripiegare verso la capitale per difenderla. Gli imeresi sapevano di avere poche speranze di resistenza, così decisero di evacuare la città. Diocle marciò fuori dalla città di notte evacuando con le imbarcazioni quante più donne e bambini fosse possibile. I cartaginesi attaccarono il giorno successivo, facendo capitolare la città tramite uno squarcio nelle mura che agevolò l'ingresso delle truppe.

## La vendetta cartaginese
Annibale Magone sacrificò 3 000 prigionieri greci nello stesso posto dove il nonno Amilcare I nella spedizione del 480 a.C. morì. La città quindi fu totalmente distrutta assieme ai templi, mentre le donne e i bambini furono ridotti in schiavitù. Annibale non fece come i greci che a Sibari nel 511 a.C. deviarono il corso di un fiume per allagare le città, o come i romani nel 146 a.C. che salarono il terreno per completare la vendetta. Egli divise il bottino tra le truppe e i mercenari.

## Epilogo
Annibale non andò contro Akragas e Siracusa, le città responsabili dell'umiliazione del 480 a.C. Egli quindi tornò a Cartagine ricevendo gli onori della città. Himera non fu più ricostruita e i sopravvissuti fonderanno un'altra città vicina con una popolazione mista tra greci e cartaginesi.
La risposta greca alla distruzione di Himera fu lieve. Sia Siracusa che Akragas continuarono le loro politiche espansionistiche senza tuttavia attaccare i territori punici in Sicilia. Mentre Ermocrate, sfruttò la sconfitta di Imera dapprima per cercare di ottenere il potere a Siracusa, poi per istituire una base a Selinunte nel 407 a.C. effettuando piccoli attacchi a Mozia e Palermo che provocheranno una risposta cartaginese nel 405 a.C.